# Визгин, Владимир Павлович
Владимир Павлович Визги́н (род. 1936) — советский и российский историк физики, доктор физико-математических  наук. Автор четырёх монографий по истории науки и более 300 опубликованных статей. Входит в Top-100 российских учёных 2015 года. Профессор кафедры философии Московского физико-технического института, зав. сектором истории физики и механики Института истории естествознания и техники. Брат философа Виктора Визгина.
Основные труды относятся к истории, философии и методологии физико-математических наук. Подробно исследовал историю теории относительности, гравитации, единых теорий поля, проблемы взаимосвязи физики и математики, социальную историю физики в России и СССР, историю советского атомного проекта. Член-корреспондент Международной академии истории науки (с 2010 года).

## Биография
Родился в Хабаровске в семье военного моряка, капитана 1-го ранга. В 1954 году окончил среднюю школу с золотой медалью и поступил в Московский энергетический институт, электроэнергетический факультет. По окончании МЭИ (1960) В. П. Визгин получил распределение в Институт ядерной физики СО АН СССР, но распределение было отменено в связи с его женитьбой на дочери испанского политэмигранта.
В течение нескольких лет (1960—1965) работал инженером-исследователем во Всесоюзном научно-исследовательском институте электроэнергетики (ВНИИЭ), затем поступил на вечернее отделение мехмата МГУ («инженерный поток») и одновременно в аспирантуру Института истории естествознания и техники имени С. И. Вавилова АН СССР (ныне ИИЕТ РАН).
В 1968 году защитил кандидатскую диссертацию по истории теоретической физики «Развитие взаимосвязи принципов симметрии с законами сохранения в классической физике» (руководителем был Л. С. Полак), в 1969 году окончил и мехмат. С этого времени работал научным сотрудником ИИЕТ РАН (старший научный сотрудник c 1972 года). Член Учёного совета ИИЕТ (с 1980 года), член редколлегии журнала «Вопросы истории естествознания и техники». С 1987 года — заведующий сектором истории физики, механики и астрономии.
В 1993 году защитил докторскую диссертацию «Релятивистские теории в первой трети XX в. (истоки, формирование и развитие)». В течение более чем 20 лет руководил двумя общемосковскими научными семинарами — по истории физики и механики и по истории советского атомного проекта. Выступая на семинаре в РНЦ «Курчатовский институт» 5 июля 1995 года с докладом «Философские проблемы уранового проекта», он подробно рассказал, как советский атомный проект спас физиков-ядерщиков от разгрома в 1949 году. С 1993 года — профессор кафедры философии Московского физико-технического института (МФТИ, г. Долгопрудный). С конца 1980-х до конца 1990-х годов читал лекции по истории физики в университетах Сарагосы, Барселоны и Мадрида (Испания).
В качестве переводчика, редактора и комментатора участвовал в издании переводов трудов Германа Вейля, Гильберта и Шрёдингера.

## Научная деятельность

### Ученики
- Булюбаш Б. В.
- Кожевников А. Б.[4]
- Медовников Д. С.
- Бабкин М. А.
- Томилин К. А.[5]

### Основные публикации
- Визгин В. П. Развитие взаимосвязи принципов симметрии с законами сохранения в классической физике. М.: Наука, 1972. 241 с.
- Визгин В. П. Эрлангенская программа и физика. М.: Наука. 1975. 112 с.
- Визгин В. П. Релятивистская теория тяготения (истоки и формирование, 1900—1915 гг.). М.: Наука. 1981. 352 с.
- Визгин В. П. Единые теории поля в первой трети XX века. — М.: Наука, 1985. — 304 с.
  - Английский перевод: Vizgin, Vladimir P. Unified Field Theories in the first third of the 20th century. Birkhaueser, 1994, 335 р., ISBN 978-3-0348-0173-7. Переиздан в 2011 году[6].
  - 2-е издание, исправленное и дополненное: Визгин В. П. Единые теории поля в квантово-релятивистской революции. Программа полевого геометрического синтеза физики. КомКнига, 2006, ISBN 978-5-484-00834-6, 312 с.
- К исследованию феномена советской физики 1950—1960-х гг. Социокультурные и междисциплинарные аспекты / Сост. и ред. В. П. Визгин, А. В. Кессених и К. А. Томилин. — СПб.: РХГА. 2014.— 560 с.; с илл. ISBN 978-5-88812-570-0.

- Визгин В. П. Из истории конформной симметрии в физике // Историко-математические  исследования, вып.19. 1974, с. 188—219.
- Визгин В. П. Эйнштейновская методология построения научной теории (на примере общей теории относительности). // Вопросы философии, 1979, № 10, с. 56—64.
- Визгин В. П., Смородинский Я. А. От принципа эквивалентности к уравнениям тяготения. УФН 128 393—434 (1979)
- Визгин В. П. Методологические принципы и научно-исследовательские программы.// Методологические проблемы историко-научных исследований. Отв. ред. И. С. Тимофеев. М., Наука, 1982, c. 172—197.
- Визгин В. П., Григорьян А. Т. и др. Симпозиум «Нильс Бор и наука XX века». УФН 151 541—546 (1987).
- Визгин В. П., Горелик Г. Е. Восприятие теории относительности в России и СССР // Эйнштейновский сборник, 1984-85, М.: 1988, с.7—70.
  - Английский перевод: V. P. Vizgin, G. E. Gorelik. Reception of the Theory of Relativity in Russia and the USSR // The Comparative Reception of Relativity / Ed. by Th.Glick. Dordrech:Reidel. 1987. P. 265—326.
- Визгин В. П. Роль идей Э. Маха в генезисе общей теории относительности // Эйнштейновский сборник, 1986—1990. М.: Наука, 1990. С.49—97.
- Визгин В. П. Мартовская (1936 г.) сессия АН СССР: Советская физика в фокусе // Вопросы истории естествознания и техники, 1990, № 1, с.63-84; 1991, № 3, с.36—55.
- Визгин В. П. О ньютоновских эпиграфах в книге С. И. Вавилова по теории относительности // Ньютон и философские проблемы физики XX в. / Отв. ред. М. Д. Ахундов и С. В. Илларионов. М.:Наука. 1991. С.184—206.
- Визгин В. П., Яцков А. А. У истоков советского атомного проекта: роль разведки, 1941—1946 (по материалам архива внешней разведки России) // Вопросы истории естествознания и техники, 1992, вып.1, с. 97—134 (подготовка публикации архивных документов, вводная статья и комментарий).
- Визгин В. П. Спасенная дважды: советская теоретическая физика между философией и ядерным оружием // История советского атомного проекта. Вып. 1. М.: «Янус», 1998, с.329-391.
- Визгин В. П. Французская революция" в физике, математико-аналитическое рождение классической физики и С.Карно // Исследования по истории физики и механики,1999, с. 15-38.
- Визгин В. П. Ядерный щит в «30-летней войне» физиков с невежественной критикой современных физических теорий // Успехи физических наук, 1999, т.169, вып.12, с.1363-1388.
- Визгин В. П. Об открытии уравнений гравитационного поля Эйнштейном и Гильбертом (новые материалы). УФН 171 1347—1363 (2001)
- Визгин В. П. С. И. Вавилов и предыстория советского атомного проекта // Исследования по истории физики и механики. 2001. М.: Наука. 2002, с.81-102.
- Визгин В. П. «Явные и скрытые измерения пространства» советской физики 1930-х гг. (по материалам мартовской сессии АН СССР 1936 г.)
- Vizgin V. P. The History of the Soviet Atomic Project // Historia Scientiarum. International Journal of Science Society of Japan (Special Issue: Comparative History of Nuclear Weapons Project in Japan, Germany, and Russia in the 1940s). 2005, Vol.14, N3. P.182-200.
- Визгин В. П. Этос ученого-ядерщика: истоки и формирование (1940—1950 гг., на материале истории советского атомного проекта) // Философия науки. Вып. 11. Этос науки на рубеже веков. М.: ИФ РАН. 2005. С.262-280.
- Визгин В. П. Проблема истины в историко-научных исследованиях // Вопросы истории естествознания и техники, 2007. № 1. С.3-20.
- Визгин В. П. «Бериевская история» и «Отчет Смита»: сравнительный анализ атомных проектов СССР и США // Вопросы истории естествознания и техники. 2008. Вып.2. С. 26-64.
- Визгин В. П. Макс Планк и теория относительности // Исследования по истории физики и механики. 2009—2010. М.: Физматлит. 2010. С.33-58
- Визгин В. П., Кессених А. В., Томилин К. А. Сергей Иванович Вавилов как историк науки. УФН 181 1352—1356 (2011).
- Визгин В. П. Непостижимая эффективность аналитической механики в физике // Метафизика. Век XXI. Альманах. Вып.4. Метафизика и математика / Под ред. Ю. С. Владимирова. М.: Бином. 2011. С.275-289.
- Визгин В. П. 1946 год: первые шаги на пути к мирному атому // Многоликость целого: из истории цивилизаций Нового и Старого Света. Сборник в честь В. Л. Малькова. М.: Русский фонд содействия образованию и науке. 2011. С.549-564.
- Визгин В. П. Предустановленная гармония между чистой математикой и физикой // Математика и реальность. Труды Московского семинара по философии математики / В. А. Бажанов, А. Н. Кричевец, В. А. Шапошников, ред. М.: изд. МГУ. 2014. С.99-120.
- Визгин В. П. Теория относительности за пределами точного естествознания: Россия, 1920-е годы // Исследования по истории физики и механики, 2012—2013. Ред.-сост. Н. В. Вдовиченко. Отв. ред. В. П. Визгин. М.: Физматлит, 2014. С. 156—192.

## Награды
- I премия (в составе авторского коллектива) на конкурсе научных работ ИИЕТ (1973) за книгу «История механики с древнейших времён до конца XVIII в.» (М., 1971)
- III премия на конкурсе научных работ ИИЕТ (1973) за книгу «Развитие взаимосвязи принципов симметрии с законами сохранения в классической физике» (М., 1972)
- Бронзовая медаль ВДНХ за книгу «Эрлангенская программа и физика» (М., 1975)
- II премия (в составе авторского коллектива) на конкурсе научных работ ИИЕТ (1976) за книгу «Методологические принципы физики» (М., 1975)
- I премия на конкурсе научных работ ИИЕТ (1982) за книгу «Релятивистская теория тяготения: истоки и формирование. 1900—1915» (М., 1981)
- I премия на конкурсе работ ИИЕТ (1985) за книгу «Единые теории поля в 1-й трети XX в.» (М., 1985).